# حسن الرويني
اللواء أركان حرب حسن الرويني عسكري مصري شغل منصب قائد المنطقة المركزية العسكرية سابقاً.

## حياته المهنية
- قائد المنطقة المركزية العسكرية بجمهورية مصر العربية، وعضو بالمجلس الأعلى للقوات المسلحة.[1]
- قائد المنطقة الشمالية العسكرية

## دوره السياسي
- قام ـ بصفته قائدًا للمنطقة المركزية العسكرية ـ بالتوقيع على أحكام المحاكمة العسكرية التاسعة للإخوان المسلمين
- في يوم 25 يناير 2011، بمناسبة عيد الشرطة، المصادف ليوم الغضب المصري أنابه وزير الدفاع محمد حسين طنطاوي بوضع إكليل من الزهور على النصب التذكاري لشهداء الشرطة
- في 5 فبراير 2011، طالب اللواء حسن الرويني المتظاهرين بالانسحاب من اعتصامهم بميدان التحرير «للحفاظ على ما تبقى من مصر» على حد تعبيره[2]

## معرض صور

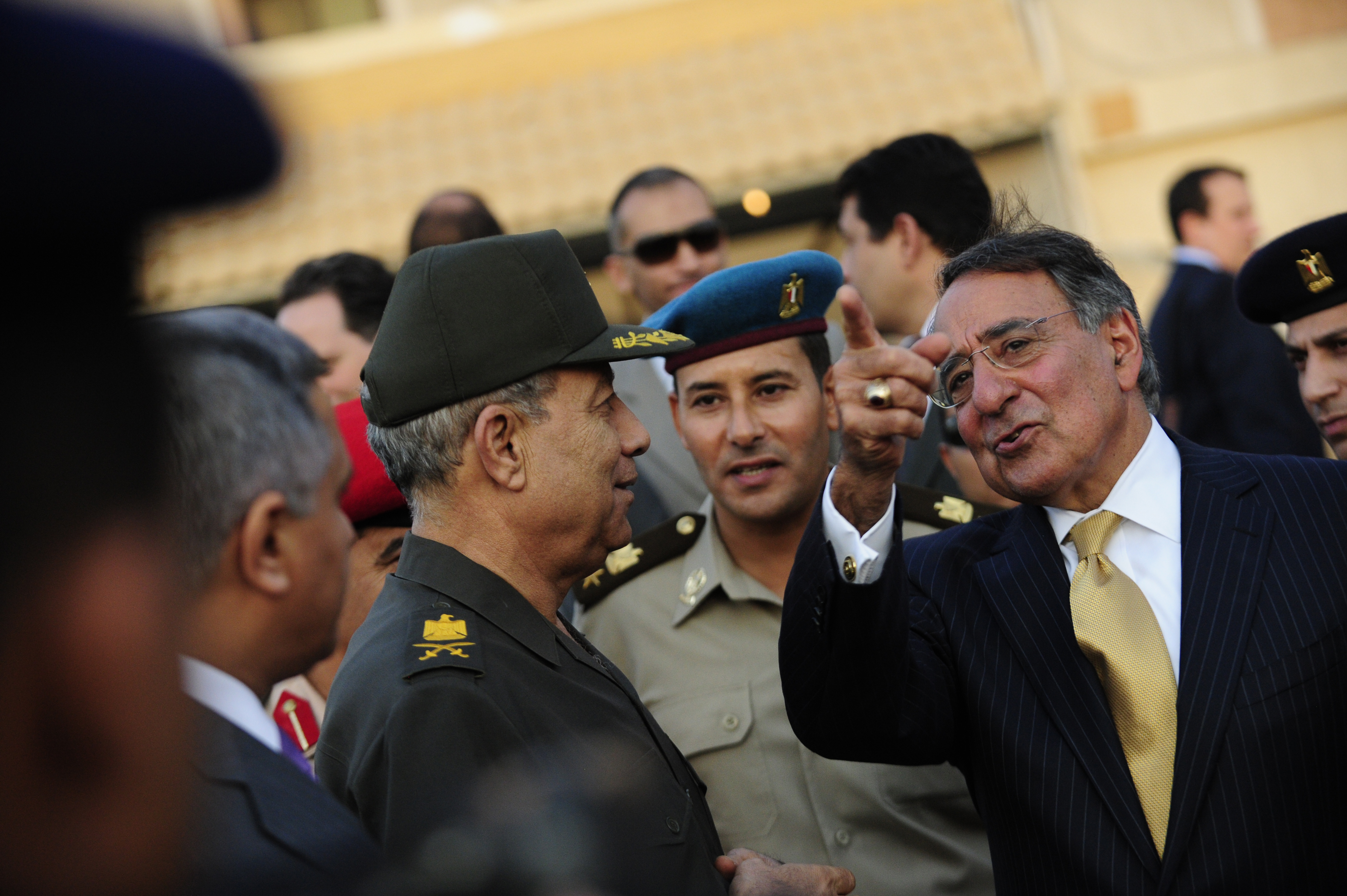
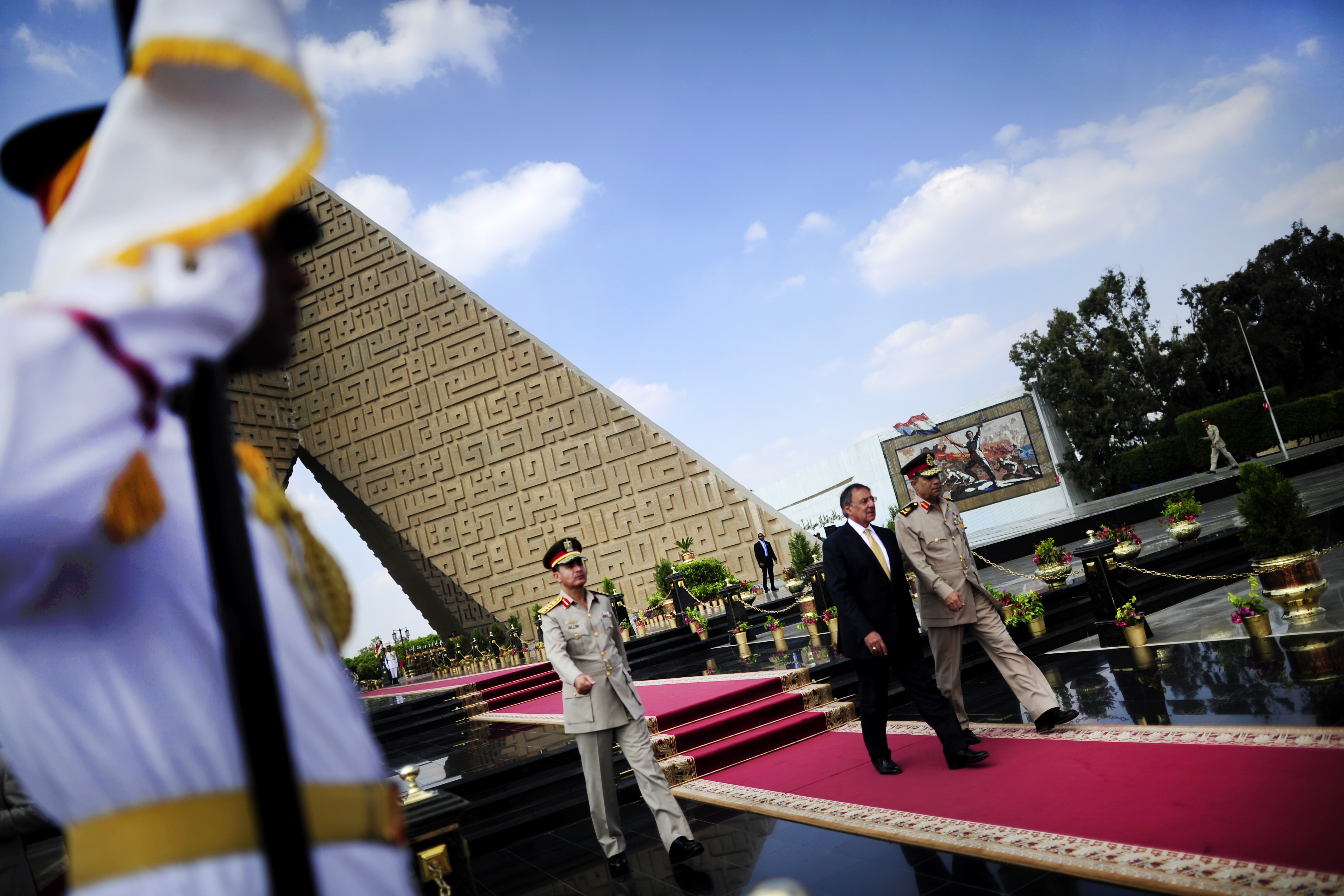
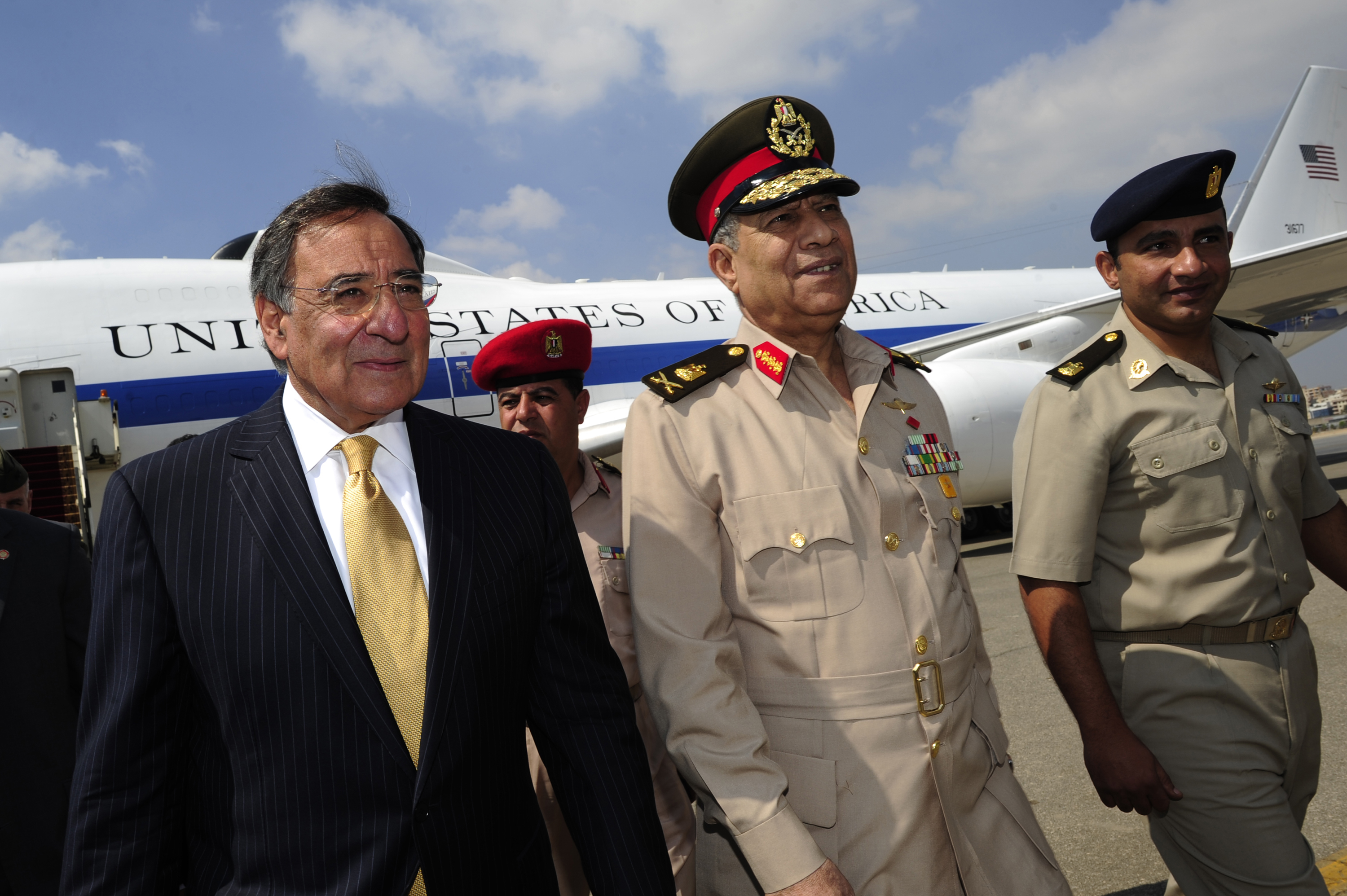
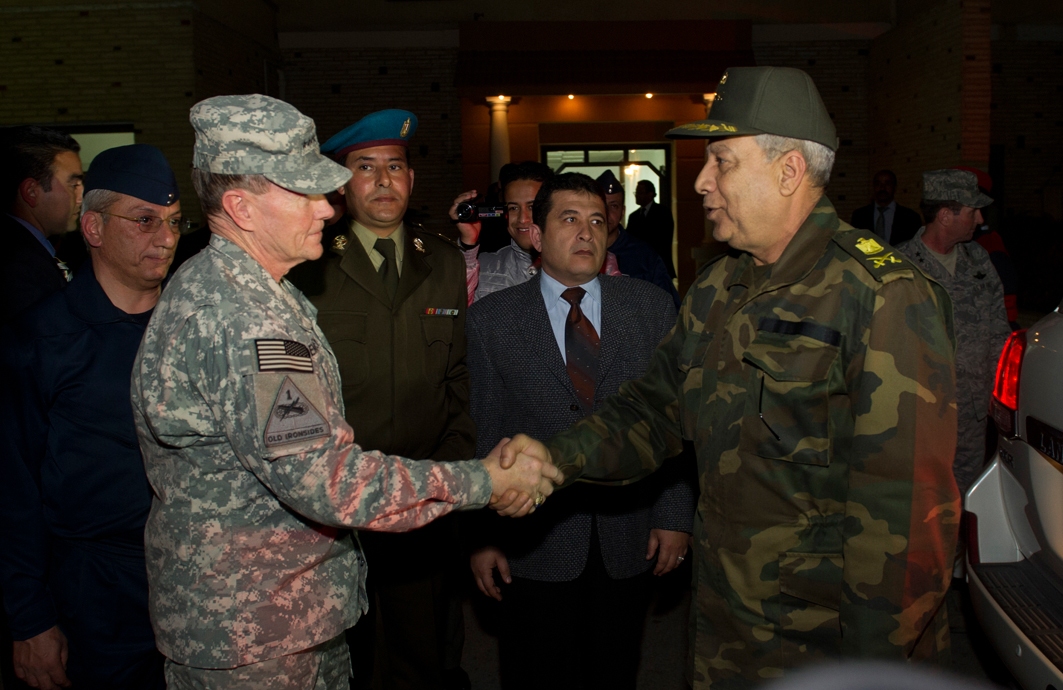
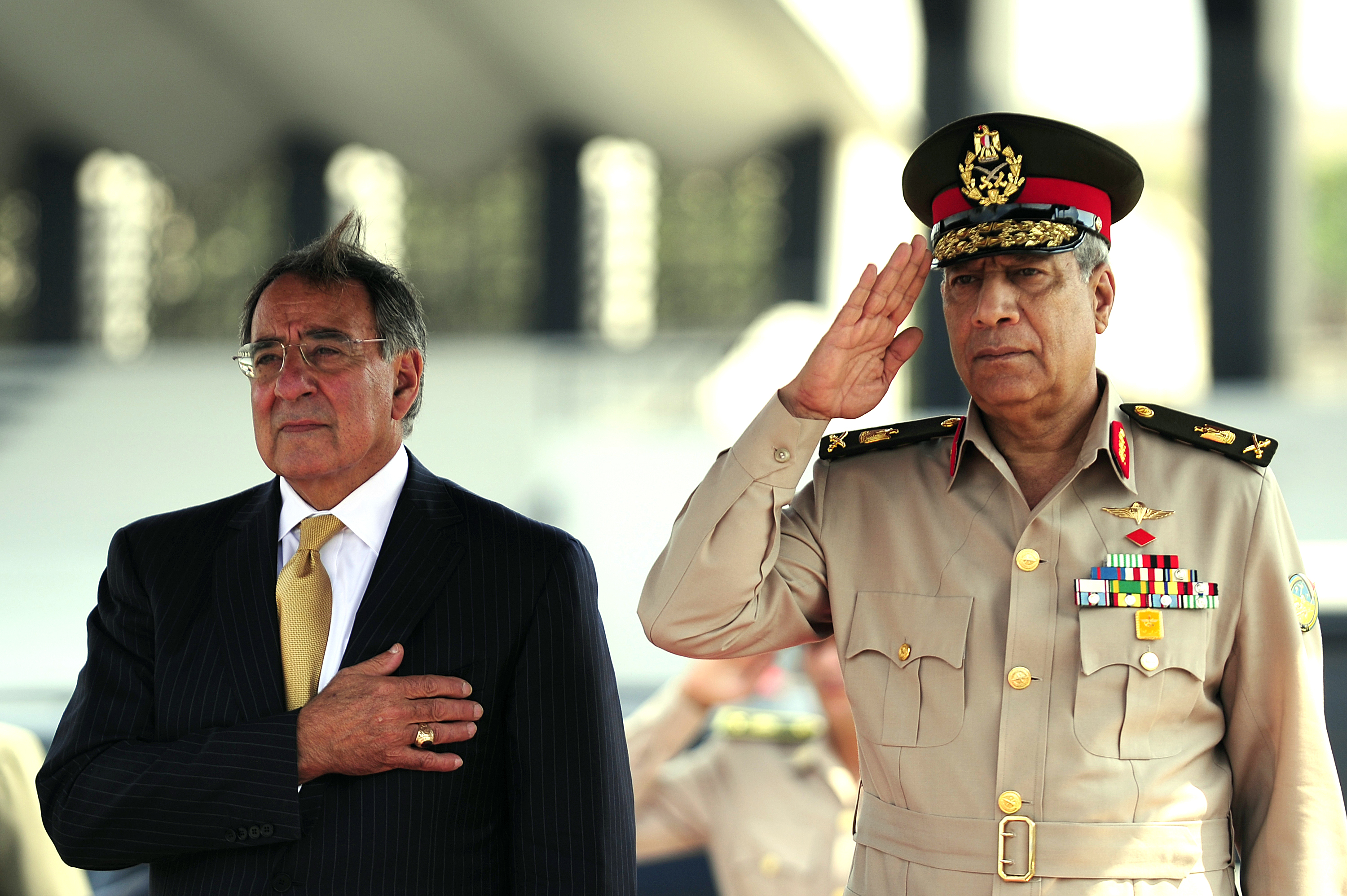